# Pseudovermis boadeni
Pseudovermis boadeni é uma espécie de molusco pertencente à família Pseudovermidae.
A autoridade científica da espécie é Salvini-Plawen & Sterrer, tendo sido descrita no ano de 1968.
Trata-se de uma espécie presente no território português, incluindo a zona económica exclusiva.